# جائزة أوروبا الكبرى 2016
جائزة أوروبا الكبرى 2016 هو سباق فورمولا 1 أقيم بتاريخ 19 يونيو 2016 في باكو، أذربيجان. كان الثامن من أصل 21 في بطولة العالم لسباقات الفورمولا واحد موسم 2016. حلّ الألماني نيكو روسبيرغ أولا بينما جاء الألماني سباستيان فيتل في المركز الثاني وحصل على المركز الثالث المكسيكي سيرجيو بيريز.